# 湖巖美術館

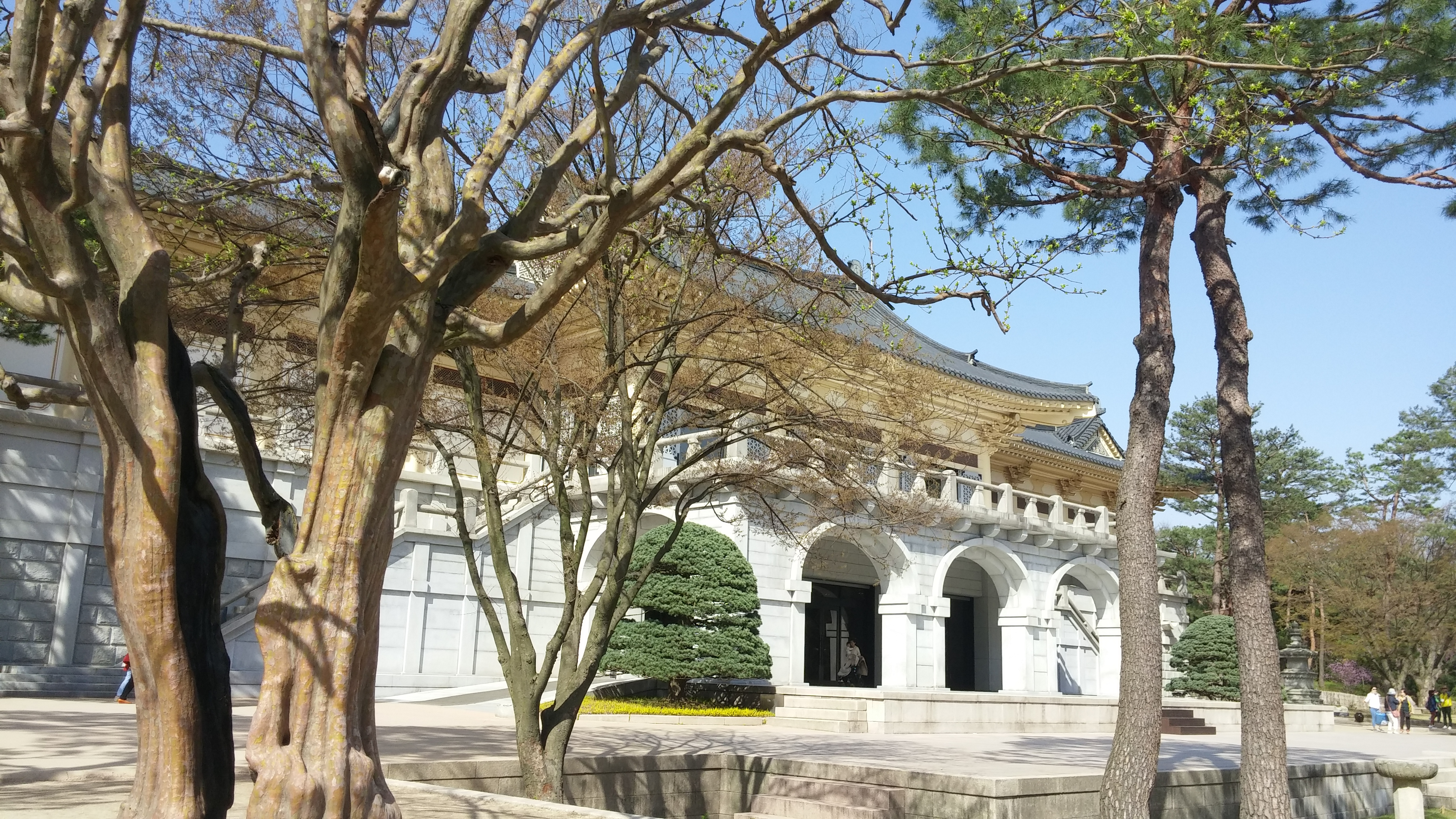
建築外觀

湖巖美術館（韓語：호암미술관）是一座位於韓國首爾南方約40公里處的京畿道龍仁市愛寶樂園内的民间美术馆，由三星集团创始人李秉喆（号“湖岩”）创建，1982年4月22日对公众开放，是当时亚洲最大的私人美术馆。:138

## 历史
湖岩美术馆占地1200坪，楼上两层，地下一层，内部配有先进的湿度调节设备，总耗资19亿韩圆。李秉喆修建此美术馆的目的是为弘扬本民族文化，同时也是为将自己的私人财产变为国民的公共财产。他将自己四十年间所收集的民族美术工艺品全部赠给了湖岩美术馆。:138

## 馆藏
湖岩美术馆收藏有李秉喆捐赠的青瓷、白瓷、金冠等七件国宝，和相当于日本重要文化遗产的四件国宝，以及其它瓷器、绘画、书法、黄金制品等艺术珍品。其中“青瓷辰砂莲华文瓢型注子”（韩国国宝133号）是李秉喆以100万美元从日本购得的韩国流失国宝。“青华白瓷梅竹文壶”是另一件李秉喆极为欣赏的收藏，被指定为韩国国宝219号。:138-139

## 外部連結
- 官方網站 （页面存档备份，存于）

37°17′41″N 127°11′29″E / 37.29472°N 127.19139°E